# Savona 1907 Foot-Ball Club 2009-2010
Questa pagina raccoglie le informazioni riguardanti il Savona 1907 Foot-Ball Club nelle competizioni ufficiali della stagione 2009-2010.

## Risultati

### Serie D

#### Poule scudetto
| 6 giugno 2010 giornata 2 | Savona | 4 – 1 | Tritium |  |

| 13 giugno 2010 giornata 3 | Montichiari | 0 – 0 | Savona |  |

| 17 giugno 2010 Semifinali | Savona | 3 – 1 | Pisa |  |

| Arbitri: | Raffaele Losito (Pesaro) Bonafede (Bologna) Corso (Carrara) |

|  |           |                                            |
|  | Marcatori | 47’ (rig.) Ferrari 52’ Ferrari 65’ Ferrari |